# Imielno (jezioro)
Imielno – jezioro na Pojezierzu Łagowskim, w powiecie słubickim, w gminie Ośno Lubuskie.

## Położenie i opis
Jezioro położone jest w północno wschodniej części powiatu słubickiego, na Pojezierzu Łagowskim. Nieco na południe znajduje podobne, ale nieco większe jezioro Grzybno. Zbiornik otoczony jest lasami sosnowymi, wyjątkiem jest fragment wschodniego brzegu do którego przylegają grunty orne. Około 2 km na wschód od jeziora znajduje się wieś Gronów, w takiej samej odległości, ale na południe wieś Sienno. Misa jeziora ma kształt wydłużony, charakterystyczny dla jezior rynnowych. Akwen charakteryzuje się kilkoma półwyspami, zatokami oraz przewężeniami. Brzegi przeważnie są strome, pozbawione mielizny, ale twarde i piaszczyste. Wyjątkiem są północne i południowe fragmenty linii brzegowej, które są zdecydowanie bardziej płaskie i podmokłe. Głęboczek jeziora znajduje się w jego środkowej części. Zbiornik nie posiada odpływów ani dopływów, zasilany jest spływem powierzchniowym oraz wodami podziemnymi, w zależności od pory roku występują tutaj znaczne wahania lustra wody, dochodzące okresowo do 1 m. 
Jest to jeden z większych zbiorników Zespołu Przyrodniczo-Krajobrazowego „Uroczysko Ośniańskich Jezior”.

## Hydronimia
Jezioro pojawia się w źródłach w 1938 jako Gamel See, a następnie Gamel See - Imielno (1949), Jezioro Mielno (1975, 1976), Jezioro Podsienno (1983), Iwielno (1995), Imielno (1996, 2006). Państwowy rejestr nazw geograficznych jako nazwę urzędową akwenu podaje Imielno, wymieniając nazwę oboczną Mielino.

## Morfometria
Według danych Instytutu Meteorologii i Gospodarki Wodnej powierzchnia zwierciadła wody jeziora wynosi 21,3 ha, A. Choiński, poprzez planimetrowanie na mapach 1:50 000, określił wielkość jeziora na 23,5 ha.
Średnia głębokość zbiornika wodnego to 3,6 m, a maksymalna to 7,9 m. Objętość jeziora wynosi 766,8 tys. m³. Maksymalna długość jeziora to 1840 m, a szerokość 180 m. Długość linii brzegowej wynosi 4250 m.
Według Atlasu jezior Polski (red. J. Jańczak, 1996) lustro wody znajduje się na wysokości 56,6 m n.p.m., natomiast według numerycznego modelu terenu udostępnionego przez Geoportal 52,8 m n.p.m.
Według Mapy Podziału Hydrograficznego Polski leży na terenie zlewni siódmego poziomu Dopływ z jez. Grzybno. Identyfikator MPHP to 1896624.

## Zagospodarowanie
Administratorem wód jeziora jest Regionalny Zarząd Gospodarki Wodnej w Poznaniu. Gospodarkę rybacką prowadzi na jeziorze Polski Związek Wędkarski Okręg w Gorzowie Wielkopolskim.
Jezioro pełni również drobne funkcje rekreacyjne, nad jego północnym brzegiem znajduje się niewielka plaża wraz z polem namiotowym.